# Steve Scalise
Stephen Joseph Scalise, dit Steve Scalise, né le 6 octobre 1965 à La Nouvelle-Orléans en Louisiane, est un homme politique américain. Membre du Parti républicain, Scalise est représentant de la Louisiane depuis 2008. Il est aussi majority whip à la Chambre des représentants d'août 2014 à janvier 2019 avant de devenir minority whip. Depuis 2023, il est chef de la majorité républicaine à la Chambre des représentants.

## Biographie
Scalise est élu représentant de Louisiane dans le 82e district en 1995. Il est réélu en 1999 et 2003.
En octobre 2007, Scalise est élu sénateur du 9e district en remplacement de Ken Hollis, atteint par la limite du nombre de mandats. Cameron Henry, un membre de l'équipe de Scalise, est élu pour le remplacer à la Chambre de l'État. Le même mois, le républicain Bobby Jindal, est élu gouverneur de l'État et abandonne donc son mandat de représentant du premier district de Louisiane à la Chambre des représentants à sa prise de fonctions en janvier 2008. Scalise se porte candidat pour remplacer Jindal et après une primaire tendue, il est facilement élu (75,13 %) en mai 2008 face à la démocrate Gilda Reed dans un district acquis aux républicains. Scalise prend ses fonctions le 7 mai. Il est réélu en 2010 avec 78,52 % des voix et en 2012 avec 66,6 % face à un démocrate et un autre républicain,.
En 2012, Scalise est élu président du Republican Study Committee, un regroupement de plus de 170 représentants républicains, parmi les plus conservateurs.
Le 31 juillet 2014, Eric Cantor démissionne de son poste de chef de la majorité républicaine (majority leader) au congrès après sa défaite lors d'une primaire contre Dave Brat. Kevin McCarthy, son adjoint (majority whip) est élu au poste de Cantor par les membres républicains du Congrès en juin. Scalise qui bénéficie du soutien du Tea Party, est élu majority whip en remplacement de McCarthy, face à Peter Roskam (Illinois) et Marlin Stutzman (Indiana). Il prend ses fonctions le 1er août,,.
Scalise soutient le deuxième amendement et le droit de chaque citoyen de détenir et de porter des armes, ce qui lui vaut une note "A+" par la NRA.
Il soutient en 2011 une proposition de loi visant à empêcher l'Environmental Protection Agency (EPA) de réglementer les émissions de gaz à effet de serre. Il s'oppose aux mesures de l’administration Obama concernant le réchauffement climatique, estimant qu'elles nuiraient à l’économie.
Il est grièvement blessé à la hanche par James T. Hodgkinson, lors d'une fusillade à Alexandria le 14 juin 2017,. Après une période en soins intensifs, il sort de l'hôpital fin juillet 2017.
Les républicains perdent la majorité à la Chambre des représentants lors des élections de novembre 2018 et en janvier 2019, pour la première session du nouveau congrès, Scalise devient minority whip.
Après que les républicains aient repris la majorité à la Chambre des représentants au cours des élections de 2022, il devient chef de la majorité. En octobre 2023, après la destitution de Kevin McCarthy de son poste de président de la Chambre, il annonce sa candidature pour lui succéder et remporte le vote informel auprès des représentants républicains contre Jim Jordan. Le 12 octobre cependant, il retire sa candidature faute de soutien suffisant au sein de son propre parti pour obtenir la majorité des voix nécessaires à son élection. 
Il remporte aisément un nouveau mandat en 2024 en battant son adversaire démocrate Mel Manuel. Il sollicite ensuite auprès de ses collègues républicains sa réélection comme leader de la majorité, qu'il obtient à l'unanimité du groupe.

### Articles annexes
- Liste des représentants de Louisiane